# Kathedrale San Lorenzo (Viterbo)

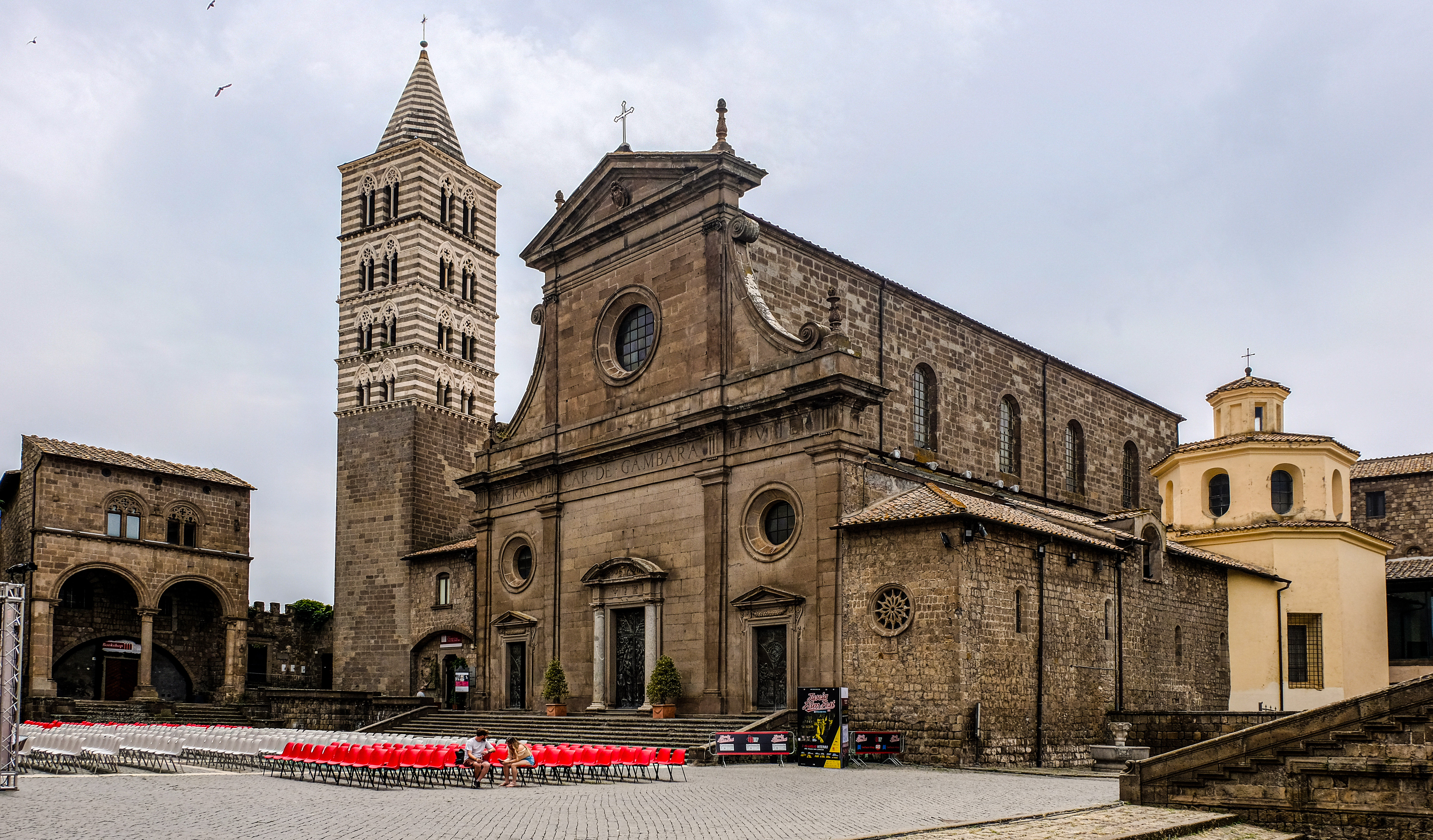
Die Kathedrale San Lorenzo

Die Kathedrale San Lorenzo (San Lorenzo Martire), auch als Dom (Duomo) bezeichnet, ist die Bischofskirche des Bistums Viterbo in der italienischen Region Latium und wichtigstes Kirchengebäude der Stadt Viterbo. Sie ist dem Märtyrer und Stadtpatron Laurentius von Rom geweiht.

## Baugeschichte

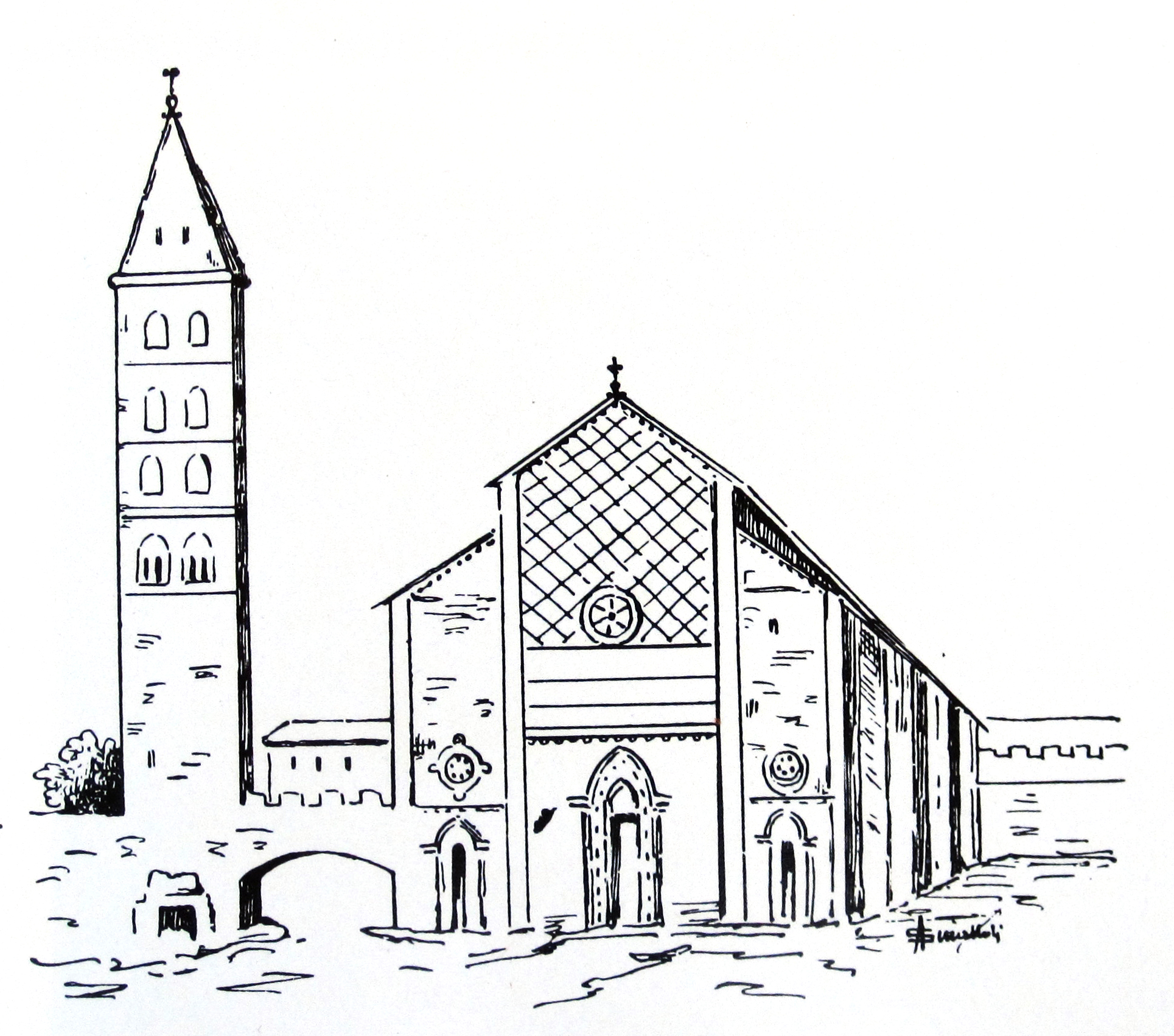
Der Dom von Viterbo im 12. und 13. Jahrhundert (Rekonstruktion, aus A. Scriattoli: Viterbo nei suoi Monumenti, Rom 1915)

Die Kirche wurde im 12. Jahrhundert wahrscheinlich über den Resten eines antiken Herkulestempels von lombardischen Künstlern errichtet. 1181 weihte sie Papst Alexander III. als Hauptkirche der Stadt, bevor sie 1192 zur Bischofskirche wurde. Im selben Jahr wurde das Querschiff zugefügt. Der Glockenturm stammt aus dem 13. Jahrhundert. Kardinal Gianfrancesco Gambara ließ die Fassade 1560–1570 anfügen. 1793 wurde die Sakristei gebaut. Nach Zerstörungen im Zweiten Weltkrieg wurde der Innenraum reromanisiert wiederhergestellt.
Während der Zeit, in der im 13. Jahrhundert in Viterbo die Päpste residierten, war die Kathedrale das Zentrum der katholischen Kirche. In dieser Zeit wurden hier sieben Päpste inthronisiert.
Die Kirche wurde im Mai 1944 während des Zweiten Weltkrieges durch alliierte Luftangriffe stark beschädigt und erst nach dem Krieg wieder aufgebaut. Im Innern können an den Säulen und Wänden zum Teil noch die Schäden der Bomben erkannt werden.

## Äußeres
Zusammen mit dem Papstpalast bestimmt das Kirchengebäude das Stadtbild von Viterbo. Der romanische Glockenturm mit vier Geschossen und zweifarbiger Steinfassade erinnert an den Dom von Siena. Der Domplatz entspricht der etruskischen Akropolis Viterbos.

## Inneres

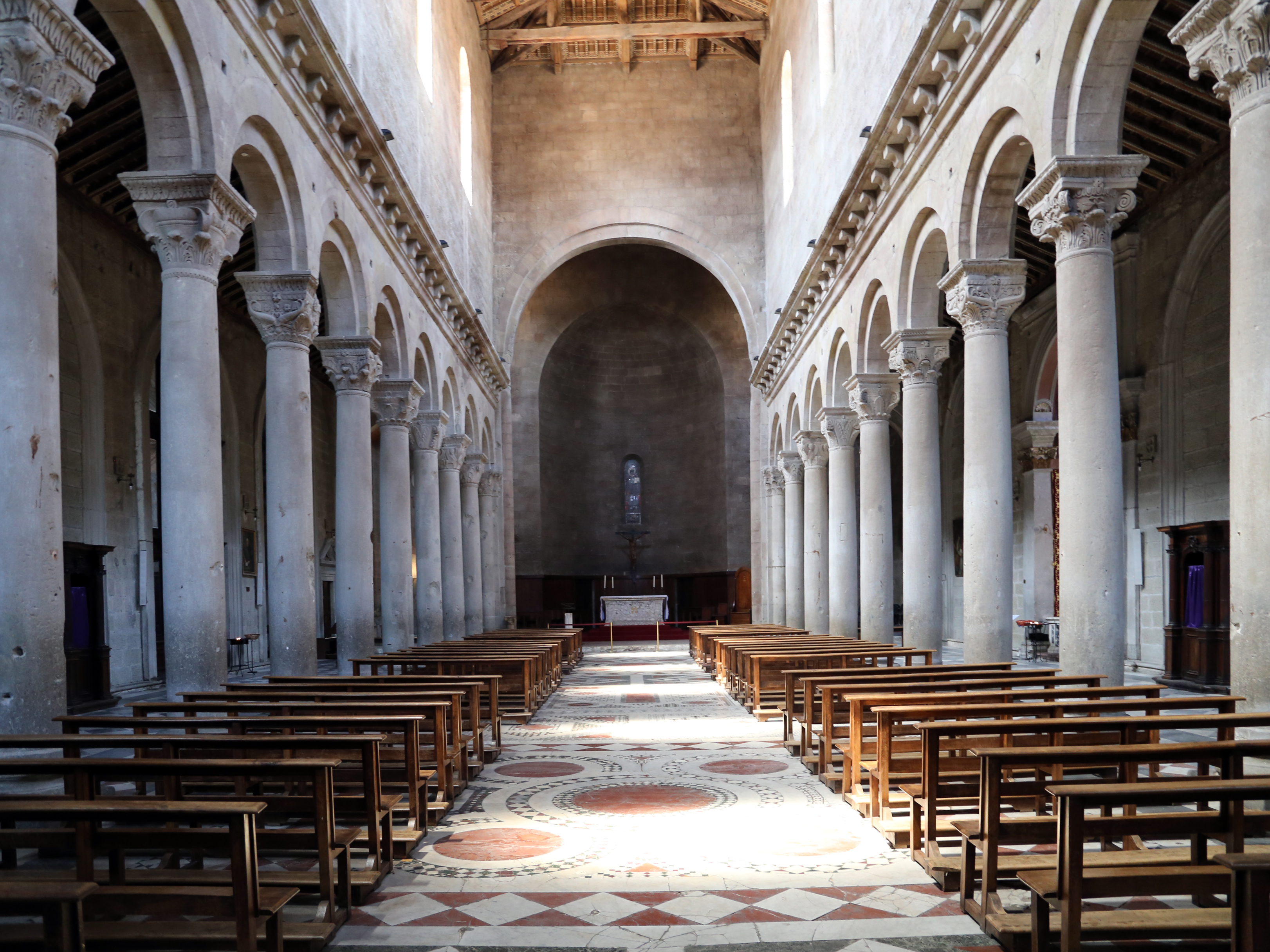
Innenraum

Die dreischiffige Basilika wurde nach dem Vorbild von Sankt Paul vor den Mauern in Rom erbaut. Der vorherrschende Eindruck ist der des 12. Jahrhunderts. Die drei Schiffe enden in halbrunden Apsiden. Die Arkaden des Mittelschiffs ruhen auf 20 monolithischen Säulen mit originellen Figurenkapitellen.
In der linken Seitenapsis befindet sich das Grabmal für Papst Johannes XXI. In der zweiten Seitenkapelle rechts befindet sich das Grabmal von Letitia Bonaparte, der Nichte von Napoleon Bonaparte.
Das Grab von Alexander IV., das sich in der Kathedrale befand, ist verschwunden.

### Orgel
Auf den beiden Emporen im Querschiff befindet sich die Orgel. Das Instrument wurde 1965 von der Orgelbaufirma Zenoni (Pescara) erbaut und 2005 durch die Orgelbaufirma Maggiora (Mailand) restauriert und erweitert. Es hat 36 Register auf drei Manualen und Pedal. Die Spiel- und Registertrakturen sind elektrisch.
| I Grand'Organo C-c4 |       |
| Principale          | 16′   |
| Principale          | 8′    |
| Dulciana            | 8′    |
| Flauto traverso     | 8′    |
| Unda Maris          | 8′    |
| Ottava              | 4′    |
| Flauto              | 4′    |
| Decimaseconda       | 2 ⁄3′ |
| Decimaquinta        | 2′    |
| Ripieno VI          |       |
| Cornetto II         |       |
| Tromba              | 8′    |

| II Positivo Espressivo C-c4 |       |
| Principalino                | 8′    |
| Bordone                     | 8′    |
| Gamba                       | 8′    |
| Concerto Viole              | 8′    |
| Ottava                      | 4′    |
| Flauto armonico             | 4′    |
| Flauto in XII               | 2 ⁄3′ |
| Pienino V                   |       |
| Clarinetto                  | 8′    |
| Tremolo                     |       |

| III Organo Espressivo C-c4 |    |
| Eufonio                    | 8′ |
| Corno di Notte             | 8′ |
| Eolina                     | 8′ |
| Flauto ottavinante         | 4′ |
| Flautino                   | 2′ |
| Oboe Dolce                 | 8′ |
| Tremolo                    |    |

| Pedale C-g1     |     |
| Contrabbasso    | 16′ |
| Subbasso        | 16′ |
| Basso Armonico  | 8′  |
| Violoncello     | 8′  |
| Bordone         | 8′  |
| Flauto armonico | 4′  |
| Trombone        | 16′ |
| Fagotto         | 8′  |
| Clarone         | 4′  |

## Sonstiges
Vor der Kathedrale San Lorenzo wurden 1964 einige Szenen des Films Die Todesstrahlen des Dr. Mabuse gedreht.